# Аароновци (Комитопули)
Аароновият клон на Комитопулите (на гръцки: Ἀαρώνιος; на латински: Aaronios – от на гръцки: Ἀαρών) е византийско благородническо-аристократично семейство от български произход.
Неговите членове са преки потомци на Аарон (по-големия брат на цар Самуил). Потомците на сина му цар Иван Владислав са интегрирани във византийското общество в периода ХІ-ХІІ век.
Разграничението им се прави по няколко причини:
1. Гаврил Радомир настоява по братовчедска линия да бъде запазен животът на Иван Владислав и в този смисъл тези потомци се разграничават от другия и така известен сръбски клон по Дуклянска линия на комитопулите, които са преки наследници на цар Самуил от съпругата му Косара Хрисилийска – Теодора Косара (омъжена за сръбския княз Иван Владимир);
2. благодарение на Битолския надпис се установява несъмнено българският произход не само на Комитопулите, а и в частност този на Аароновия клон; надписът засяга пряко цар Иван Владислав, чийто най-голям син носи името на цар Пресиян, присъединил към Първата българска държава областта Кутмичевица, а третият му син носи името на дядо си, брат на Самуил и баща на Иван Владислав;
3. Аароновият клон на Комитопулите, посредством най-вече Анна Алусиан и Ирина Дукина, здраво се интегрира в управлението на Източната Римска империя по времето на Комнините;
4. членът на династията Алусиан се противопоставя на стремежите на другия клон на династията на комитопулите (виж въстание на Петър Делян), в т.ч. и срещу претенциите към българския царски трон на Константин Бодин.

Членове на Аароновия клон на династията на велемощите Комитопули се интегрират във всички династии, управляващи българските земи (и не само), в периода ХІІІ-ХV век.